# Jota AG
A JOTA AG é uma empresa Suíça que produz instrumentos dentários rotativos. Os produtos com a marca JOTA são utilizados por dentistas e protésico dentário nos tratamentos odontológico e nas realizações das próteses dentárias.

## História

### A Criação
A Jota Ag foi fundada em Düssendorf (Alemanha) e em 1909 dá início à Produção de instrumentos em Aço, Carbeto de tungstênio e abrasivos.
Em 1973 as instalações foram realocadas para Suíça na cidade de Rüthi e em 1992 foram inseridas as Produções de Brocas em Diamantes.

### O Presente
Hoje a empresa é composta de 75 funcionários, produz mais de 10.000 artigos diferenciados e os distribui em cerca de 80 países em todo o mundo através de dealers (revendedores) e partners (parceiros) presentes no território.
O distribuidor com a mais longa colaboração é um concessionário francês que distribui ininterruptamente os produtos a 80 anos no decorrer de 3 gerações.

## O Relançamento
Em 2009, em ocasião dos 100 anos de atividade, a empresa apresentou várias ações de relançamento do Brand relativas a distribuição.
A empresa optou em dar uma particular atenção ao aspecto de comunicação e de Marketing, começando pelo novo website, a logomarca foi revisada e ganhou um aspecto mais atual acompanhada de uma Tag-Line: It´s your Turn (é a sua vez).
A política de distribuição a partir de então foi confiada a um importador oficial.

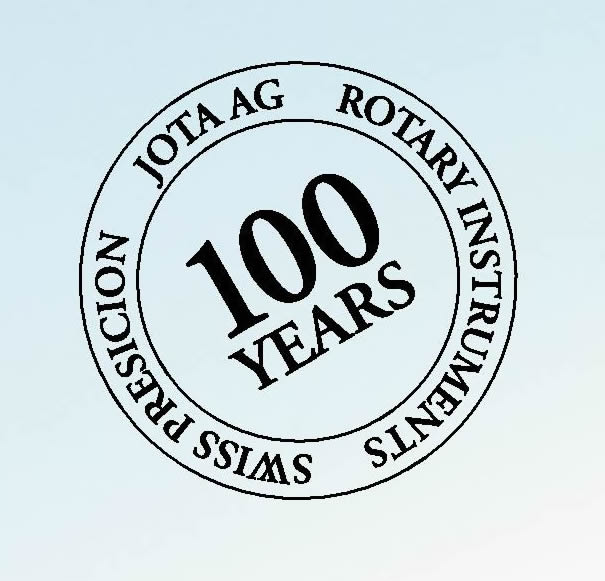
O logotipo do 100 anos
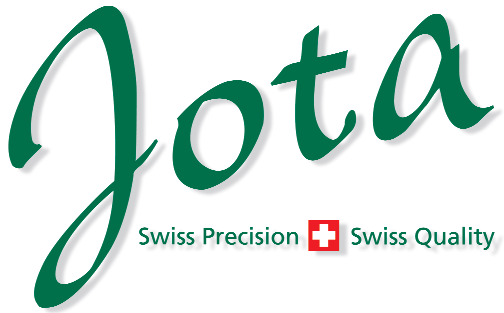
O logotipo histórico

## Os Produtos
A produção atual compreende vários tipos de produtos:
- Brocas em Carbeto de tungstênio
- Brocas de diamante
- Instrumentos endodonticos
- Brocas para cirurgias Maxilo-facial
- Brocas ortodônticos
- Pontas abrasivas diamantadas
- Discos diamantados
- Brocas sinterizadas
- Polidores e Gomas
- Brocas para a técnica de fresagem
- Escovas e Pincéis
- Mandris

Além de produzir e distribuir os produtos no setor odontológico, a empresa venda a varejo instrumentos rotativos específicos para a área de Cirurgia e da Podologia e também para a indústria Ourivesaria e Relojoaria;
JOTA AG é certificada ISO 9001 / ISO 13485 e RL 93/42/EWG desde 1997

## Na Portugal
A marca JOTA na Portugal é historicamente ligada a uma particular tipo de produto, as pontas montadas abrasivas BLU em Laboratório.
A partir de 2009 a distribuição foi confiada a uma empresa Italiana conhecida historicamente e operante no setor odontológico a cerca de 20 anos.